# Exodus: Journey to the Promised Land
Exodus: Journey to the Promised Land est un jeu vidéo de puzzle sorti en 1991 et fonctionne sur DOS, Game Boy, Mega Drive et Nintendo Entertainment System. Le jeu a été développé et édité par Wisdom Tree.